# Черноглава чапла
Черноглава чапла (Ardea melanocephala) е вид птица от семейство Чаплови (Ardeidae).

## Разпространение и местообитание
Видът е разпространен в Ангола, Бенин, Ботсвана, Буркина Фасо, Бурунди, Камерун, Централна Африканска Република, Чад, Демократична република Конго, Република Конго, Кот д'Ивоар, Екваториална Гвинея, Еритрея, Етиопия, Габон, Гамбия, Гана, Гвинея-Бисау, Кения, Лесото, Либерия, Малави, Мали, Мавритания, Мозамбик, Намибия, Нигер, Нигерия, Руанда, Сенегал, Сиера Леоне, Сомалия, Южна Африка, Судан, Свазиленд, Танзания, Уганда, Йемен, Замбия и Зимбабве